# Immeuble au 22, rue des Hallebardes à Strasbourg
L'immeuble au 22, rue des Hallebardes est un monument historique situé à Strasbourg, dans le département français du Bas-Rhin.

## Localisation
Ce bâtiment est situé au 22, rue des Hallebardes et au 15, place de la Cathédrale à Strasbourg.

## Historique
L'édifice fait l'objet d'une inscription au titre des monuments historiques depuis 1988.